# جنگ و صلح (فیلم ۱۹۱۵)
جنگ و صلح (Война и мир) یک فیلم صامت روسی است که بر پایهٔ رمان جنگ و صلح اثر لئو تولستوی ساخته و در سال ۱۹۱۵ منتشر شد. از بازیگران این فیلم می‌توان به ویرا کارالی اشاره کرد.